# Júlia Horta
Júlia do Vale Horta  (sinh ngày 31 tháng 3 năm 1994) là một người mẫu Brazil và là người giữ danh hiệu cuộc thi sắc đẹp đã đăng quang cuộc thi Hoa hậu Brazil 2019. Cô là đại diện cho Brazil tại cuộc thi Hoa hậu Hoàn vũ 2019.

## Nghề nghiệp
Júlia có một lịch sử lâu dài trong lĩnh vực tham gia các cuộc thi sắc đẹp. Lần đầu tiên cô thi đấu tại 'Hoa hậu Thế giới Minas Gerais', nơi cô đã trở thành người chiến thắng chung cuộc và đại diện cho tiểu bang của mình tại cuộc thi quốc gia 'Hoa hậu Mundo Brasil 2015', chọn đại diện Brazil tại Hoa hậu Thế giới, lọt vào Top 10 tại vòng bán kết. Tuy nhiên, sau khi từ chức của người chiến thắng ban đầu, Júlia được thừa hưởng vị trí á quân. Năm 2016, cô đại diện cho Brazil tại cuộc thi ' Reinado Internacional del Café 2016 ' và trở thành Á hậu 1. Sau đó, cô đã tham gia cuộc thi 'Miss Mundo Brasil' một lần nữa vào năm 2017, đại diện cho khu vực của Zona da Mata và trở thành Á hậu 2. Cô đại diện cho Brasil tại Miss Du lịch Quốc tế 2017 và giành vị trí Á hậu 4.

### Hoa hậuBrasil 2019
Năm 2019, Júlia đại diện cho bang Minas Gerais tại cuộc thi sắc đẹp quốc gia, Hoa hậu Brasil 2019 được tổ chức vào ngày 9 tháng 3 năm 2019 tại Trung tâm Hội nghị & Triển lãm Sao Paulo ở thành phố São Paulo, Brazil. Vào cuối sự kiện, Julia đã được trao vương miện Hoa hậu Brasil 2019 bởi chủ nhân sắp ra mắt Mayra Dias.

### Hoa hậu Hoàn vũ 2019
Júlia sẽ đại diện cho Brazil tham gia cuộc thi Hoa hậu Hoàn vũ 2019.

## liên kết ngoài
- Trang web chính thức